# Vasos Mavrovouniotis
Vasos Mavrovouniotis (grč. Βάσος Μαυροβουνιώτης, u doslovnom prijevodu „Vaso Crnogorac“; rođen kao Vaso Brajović ili Vaso Brajević; oko 1797., Mojdež – 9. lipnja 1847.) bio je ratnik iz Crne Gore, koji je igrao značajnu ulogu u Grčkoj revoluciji protiv Osmalijskog Sultanata tijekom 1821. godine.

## Životopis
Rodio se u Bjelopavlićima u Mojdežu oko 1797. godine. Od svoje rane mladosti pridružio se crnogorskim i drugim pobunjeničkim snagama i redovito predvodio pohode diljem Balkana. Tijekom 1821. godine predvodio je grupu sastavljenu od 120 ljudi s prostora Srbije i Crne Gore i Grka, i uključio se u Grčku revoluciju tijekom njenih početaka. Njegov prvi cilj je bio u središnjoj Grčkoj gdje se sastao s Nikosom Kriezotisom, starim ratnim drugom s kojim je bio "Vlami", odnosno brat po krvi. ↓1 Tijekom 1822. godine sudjelovao je u borbi protiv Turaka u Ateni gdje je pokazao hrabrost i bio priznat kao jedan od najboljih boraca svog vremena.
Godine 1824. izbio je Grčki građanski rat i Mavrovouniotis se s vladom pridružio snagama koje su uglavnom bile sastavljene od Grka koje znao od ranih faza revolucije. Za svoju odanost strani koja je konačno pobijedila u domaćem sukobu, dodijeljen mu je čin generala i dobio je grupu od 1500 ljudi. ↓2 U periodu 1826. – 1827. bio je jedan rijetkih gerilaca koji nisu poraženi od egipatskih snaga predvođenih Ibrahim-pašom, snaga koje su zamalo uništile grčke snage. U novouspostavljenoj grčkoj državi postao je član elite koja je okruživala grčkog kralja Otona I. iz Bavarske.
Umro je 9. lipnja 1847. godine i bio je veoma cijenjen u grčkom narodu kao jedan od vođa Uzroka i kao jedan od vodećih ličnosti neovisne države.

## Obitelj
Mavrovouniotis se oženio Helenom Pangalouom iz veoma ugledne grčke obitelji 1826. godine, i ona ga je pratila tijekom surovih pohoda u grčkim planinama protiv Turaka. Umrla je 1891. godine, a s njom je imao sinove Timeleona i Aleksandros Vasosa, koji su također bili grčki ratnici. Timeleon je također postao general i odlikovan je u brojnim prilikama zbog svojih djela i uspjeha kao vojna osoba u drugoj polovici XIX. stoljeća.

## Pitanje narodnosti
Podijeljena su mišljenja o njegovoj etničkoj pripadnosti: jedni govore da je Crnogorac, a drugi da je albanski Grk.

## Nasljeđe
Postavljen mu je spomenik 19. prosinca 2003. godine na Belevaru Lenjina u Podgorici, koji je otkriven sljedećeg dana povodom Dana oslobođenja Podgorice.